# Pylawa (obwód winnicki)
Pylawa (ukr. Пилява, hist. pol. Pilawa) – wieś na Ukrainie, w obwodzie winnickim, w rejonie winnickim, w hromadzie Łuka-Mełeszkiwśka. W 2001 liczyła 752 mieszkańców, spośród których 747 wskazało jako ojczysty język ukraiński, a 5 rosyjski.